# Woot
Woot é um site varejista estadunidense, com sede na cidade Carrollton (Texas). Fundada por Matt Rutledge, que estreou em 12 de julho de 2004. O sítio principal da Woot geralmente oferece apenas um produto com desconto a cada dia, muitas vezes uma peça de hardware de computador ou um dispositivo eletrônico. Outros sites de Woot oferecem promoções diárias para camisetas, vinhos, artigos infantis, bens domésticos e, dois outros sites que oferecem vários itens. Em 30 de junho de 2010, a Woot anunciou um acordo para ser adquirida pela Amazon.com.

## Modelo de vendas
O slogan de Woot slogan é "One Day, One Deal" (um dia, um negócio). Originalmente, Woot oferecia um produto por dia até seu estoque acabar, ou até o produto ser substituído à meia-noite, horário central de substituição para  a próxima oferta. Se um produto esgota-se durante o anuncio, o próximo item aparecia até à meia-noite, exceto durante as promoções Woot-Off. No entanto, após a aquisição da Amazon, se um produto é vendido rápido o suficiente, um novo produto será oferecido para compra. Os produtos nunca são anunciados de antemão. Este modelo de vendas significa que os produtos defeituosos não podem ser substituídos, apenas reembolsados. A empresa também não fornece suporte ao cliente para os produtos que vende, em caso de problemas, os clientes são aconselhados a procurar apoio, quer do fabricante ou através da comunidade de usuários on-line nos Woot fóruns. 